# Macaca fascicularis
Macaca fascicularis é um Macaco do Velho Mundo da subfamília Cercopithecinae, nativo do Sudeste Asiático. Em laboratórios, é conhecido como macaco-cinomolgo.

## Etimologia
O nome científico desse macaco é Macaca fascicularis, e Macaca vem do português "macaco", que tem origem no termo africano ibinda "makako". Fascicularis vem do latim "pequena banda ou listra". Thomas Stamford Raffles, que deu esse nome ao animal, em 1821, não especifica porque usou essa palavra, embora, presume-se que tenha relação com suas observações na coloração.
Possui vários nomes comuns, em inglês e outras línguas. É conhecido como "long-tailed monkey" por conta de sua longa cauda ou como "crab-eating macaque" pois forragea nas prais, em busca de caranguejos. Na Indonésia, esta espécie e outras, são conhecidas pelo nome "kera", provavelmente devido ao seus gritos de alarme. Em português, é conhecido popularmente como macaco-caranguejeiro.

## Taxonomia
Há 10 subespécies de Macaca fasciularis:
- Macaca fascicularis fascicularis, sinônimo Macaca irus
- M. f. aurea
- M. f. umbrosa
- M. f. atriceps
- M. f. condorensis
- M. f. fusca
- M. f. lasiae
- M. f. tua
- M. f. karimondjawae
- M. f. philippensis

## Distribuição e habitat
M. fascicularis vive em uma ampla variedade de habitats, incluindo florestas primárias de terras baixas, florestas secundárias e florestas costeiras de nypa e manguezais. Também se adaptam com facilidade à presença humana: são considerados sagrados em templos hindus e em algumas ilhas, mas é considerado uma praga entre fazendeiros. Tipicamente, eles preferem habitats perturbados e periferias de florestas. A distribuição nativa inclui o Sudeste Asiático, do extremo sul de Bangladesh, Malásia, e nas ilhas de Sumatra, Java e Bornéu, nas Filipinas, ilhas Nicobar no Golfo de Bengala. É um raro exemplo de mamífero terrestre que passa pela linha de Wallace.
M. fascicularis é uma espécie introduzida em vários locais, incluindo Hong Kong, oeste da Nova Guiné, Palau, e Maurícia. Onde não são espécies nativas, particularmente em ecossistemas insulares, onde essas espécies frequentemente evoluem sem predadores, M. fascicularis torna-se uma ameaça às espécies nativas. A IUCN, portanto, considera M. fascicularis como uma das "100 piores espécies invasoras". Entretanto, M. fascicularis não é uma ameaça à biodiversidade em sua ocorrência nativa.

## Descrição
O comprimento do corpo varia entre as subespécies, estando entre 38 e 55 cm, com braços e pernas curtos. A cauda é maior que o corpo, tendo entre 40 e 60 cm de comprimento. Machos são maiores que as fêmeas, e pesam entre 5 e 9 kg, e as fêmeas pesam entre 3 e 7 kg.

## Relações com humanos

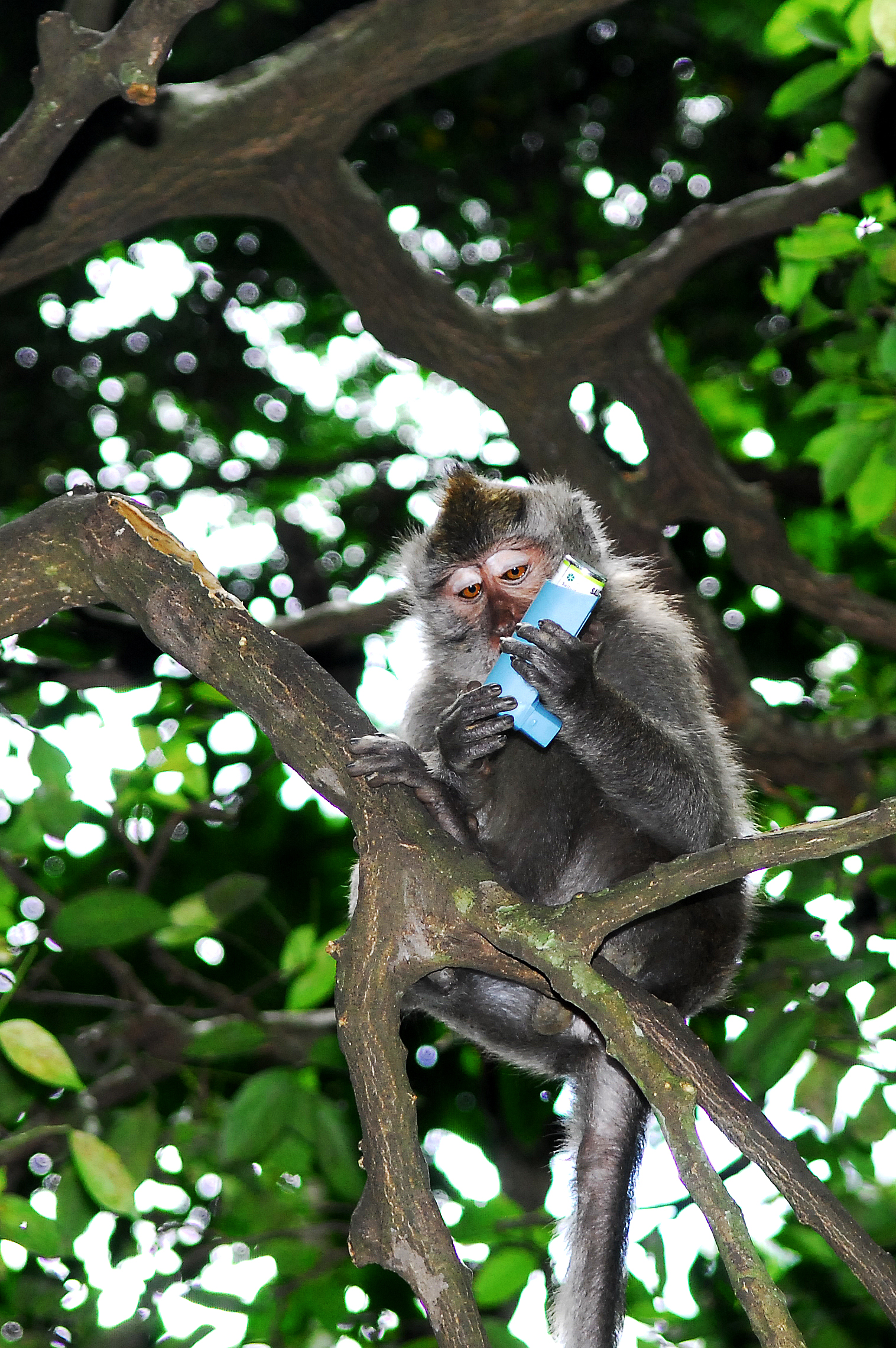
Macaco vivendo perto de habitações humanas.

M. fasciularis convive com seres humanos por toda sua distribuição geográfica, e tolera bem sua presença. Em algumas áreas, sua preseça possui valor religioso, tal como observados em templos em Bali, Tailândia e Camboja, enquanto em outras áreas, sua ocorrência causa conflitos, principalmente com fazendeiros. Desde tempos pré-históricos as duas espécies compartilham os mesmos ambientes.

### Na pesquisa científica
M. fascicularis é bastante utilizada em experimentos médicos, em particular aqueles relacionados à neurociência e doenças. Devido à sua semelhança fisiológica, ele pode transmitir infecções para humanos. Existe um caso isolado de infecção pelo vírus ebola, em animais nascidos em cativeiro e transportado das Filipinas para os Estados Unidos, mas que depois foi descoberto ser uma linhagem do vírus que não causa problemas para seres humanos, ao contrário das linhagens africanas. Ademais, eles são conhecidos por serem vetores do Herpesvirus simiae, que já contaminou alguns trabalhadores em laboratórios que contém o macaco-rhesus. Nafovanny, a maior facility para criação de primatas não humanos no mundo, possui cerca de 30000 exemplares da espécie. foi descoberto, recentemente, que Plasmodium knowlesi, que causa a malária em M. fascicularis, pode infectar humanos. Existem poucos casos relatados, mas é desconhecido por quanto tempo seres humanos foram infectados por essa linhagem. Não é possível, portanto, dizer se isto caracteriza uma nova ameaça à saúde pública, ou se simplesmente foi descoberto recentemente por não ter sido detectado por técnicas antigas. Dado a longa história dessa espécie com seres humanos no sudeste asiático, é provável que esta última hipótese seja a correta.

### Conservação
Esta espécie é a que possui a terceira maior distribuição geográfica entre os primatas, atrás apenas dos humanos e do macaco-rhesus. A IUCN lista a espécie como "pouco preocupante" e a CITES a lista no Apêndice II, o que regulamenta o comércio da espécie. Uma recente revisão de suas populações mostra que é necessário um melhor monitoramento de indivíduos selvagens, devido ao intenso comércio e conflito com algumas atividades humanas, apesar de ser amplamente distribuída.
Cada subespécie possui diferentes graus de ameaça, e há poucas informações sobre suas condições para algumas. M. f. umbrosa possui relevância ecológica e é recomendada para ter proteção nas Ilhas Nicobar, onde a pequena população nativa está seriamente fragmentada, and is listed as vulnerable on the IUCN Red List. M.f. philippensis é listada como "quase ameaçada", eM.f. condorensis é vulnerável.   Todas as outras subespécies são listadas como "dados deficientes" e necessitam de mais estudos;embora trabalhos recentes tenham mostrado que M.f aurea e M.f. karimondjawae necessitem de mais proteção.  Uma preocupação para a conservação, é de que em áreas onde M. fascicularis não é nativo, suas populações precisam ser monitoradas e controladas para que reduzir impacto na fauna e flora nativas.